# ヤマハ・TZR
ヤマハ・TZR（ティーゼットアール）は、RZシリーズの後継機種としてヤマハ発動機から発売されたオートバイである。
水冷2ストロークエンジンを搭載し、フルカウルを装備したレーサーのような外観であったが、万人向けの乗りやすさも考慮したシリーズであった。

## モデル一覧

### TZR250

#### 初代

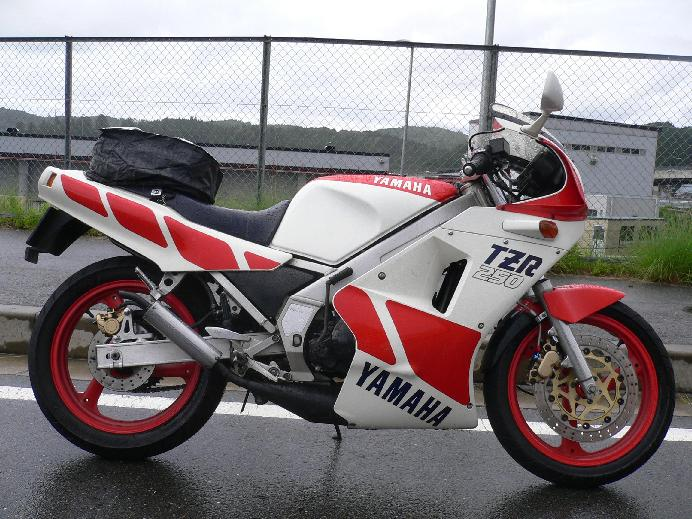
TZR250(1KT)カスタム車

1985年発売。型式1KT。後継機種の3MA型と区別して「前方排気」とも呼ばれる場合もある。純レーシングマシンであるTZ250の公道仕様とも言えるハイスペックモデルであった。
当時のライバルモデルであったホンダ・NS250Rやスズキ・RG250Γ、カワサキ・KR250に対抗すべく、アルミ合金製のフレーム・スイングアームを導入し、フルカウルを採用。最高出力は自主規制上限の45 PSであったが、常用域のパワーバンドが広いエンジンと、高度に設計された完成度の高い車体が相まって、先代のRZ250R格段に上回る高性能ぶりを発揮した。そのハンドリングの良さは「ヤマハハンドリング」と称され、現在に語り継がれている。ブラックおよび「マルボロカラー」の特別限定車（2AW）が存在する。なお、ブレーキは大径のシングルディスクであった。
1988年に後期型（型式2XT）へとマイナーチェンジ。外観に大きな変更はないが、CDIをデジタル式に変更、前後タイヤのラジアル化、メッキシリンダーの採用など、同世代のライバル車種であるホンダ・NSR250Rやスズキ・RGV250Γに対抗するため、エンジンを大がかりに改良されてポテンシャルアップが図られた。
販売期間がわずか一年弱だったことと、人気のライバル車NSR250Rに押されて生産販売数がわずかだったことから、現存する車両の数はけっして多くない。一方で、中古市場では「1KTの完成形」として需要があり、車体やエンジンがプレミアム価格で売買されるケースがある。
初代TZRと同系のエンジンは、1KTに使われたエンジンを元にデュアルパーパス型のTDR250（1988年発売）、ネイキッド型のR1-Z（1990年発売）に搭載された。
当時のレースチームのスポンサー商品の販売促進の為、「ラッキーストライク」、「キリンメッツ」のカラーリングモデルが抽選の商品となっていた。

#### 2代目

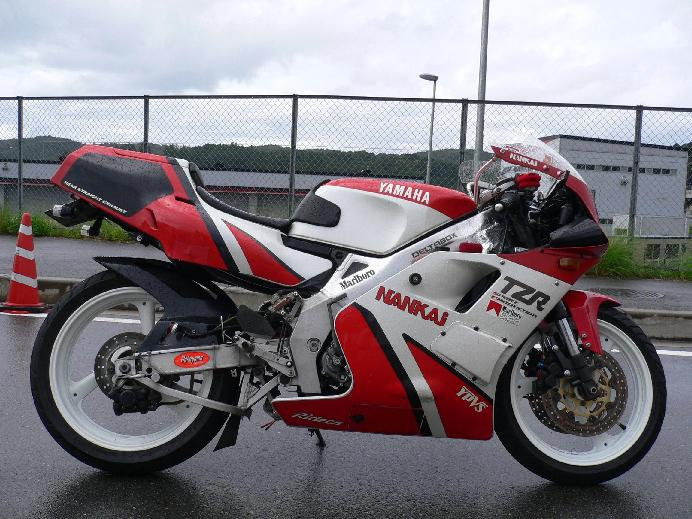
TZR250（3MA）チューニング車

1989年発売。型式3MA。型式名に由来する「さんま」
や、このモデルならではの特徴的なエンジンの形状から「後方排気」の通称がある。
一般の二輪車は、エンジン後方に吸気装置、エンジン前方に排気装置が配置されているが、このモデルは当時の市販レーサーTZ250が採用していた前方吸気後方排気システムを一般車にフィードバックしており、エンジン前方にキャブレターが、エンジン後方に排気管が配置されている。外観上も、テールカウル後端よりのぞく排気口が特徴となっている。
また、ナックルガードを有した流線型のカウルは「ヤマハ車らしい」と、外観上でも愛好者が多い。なお、このモデルからブレーキはダブルディスクとなっている。
操縦性は極太のデルタボックスフレームと積極的な前輪加重により、初代に比べると明らかにハンドリングに重みがあるというクセを持つ。また後方排気によってまっすぐになった排気チャンバーは意外に重く、重心を上げてしまうなどの弊害も大きかった。さらに、排気チャンバーがタンクの直下からシート下を通る構造のため、長時間乗るとタンクが熱せられたり、だんだんシート下が熱くなってくるなどの現象にみまわれた。
3MAのエンジン特性は、公道用として扱いやすくするために低回転域のトルクを太くすることに尽力されており、そのため長くなったチャンバーの分だけ車体も長くなって、歴代TZRではホイルベースが一番長くなっている。また吸気効率の観点から冷たい空気を取り入れるため、吸気ポートをエンジン前側にしたことは、結果として外気温やその時の空気密度や環境に影響される特性が現れた。そのため（初期においては）その時の状況に応じてエンジン特性が違うなどの弊害をもたらした。
1990年のマイナーチェンジでは、さらに扱いやすいエンジン特性とするために、キャブレターを小径化。さらにフロントフォークが倒立式に変更された。新色（ミントグリーン）も追加されている。同年、サーキットユースに対応した装備を奢ったSPモデルも発売された。
しかし、レースを含めNSR250Rには対抗できず、V型エンジンを採用した次期モデルに後任を譲った。

#### 3代目（TZR250R）

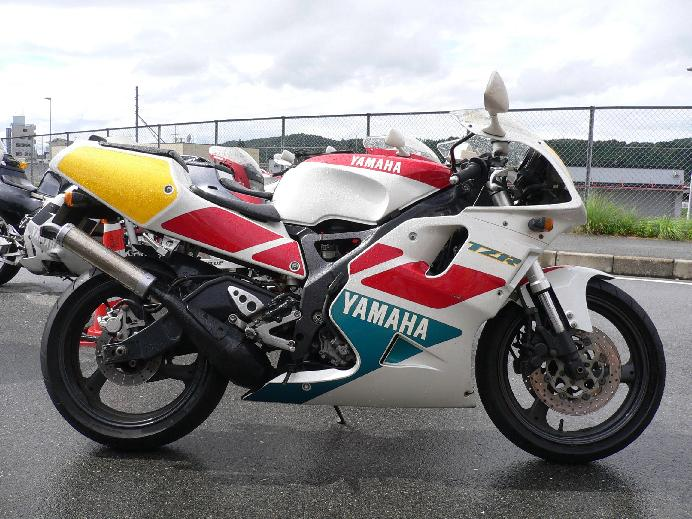
TZR250RS（1992年モデル）

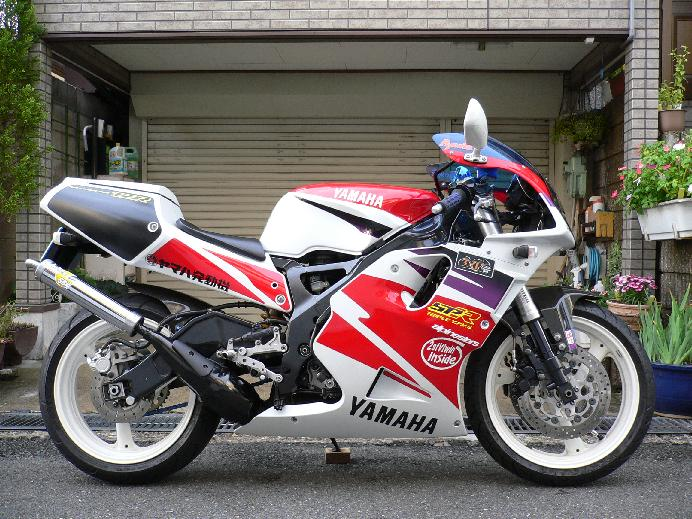
TZR250SPR（カスタム車）

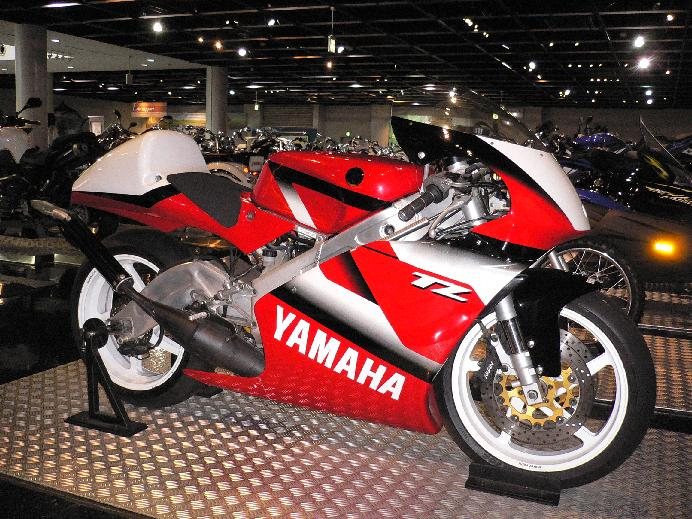
市販レーサーTZ250（2008年モデル）

1991年発売。型式3XV。V型エンジン搭載したこのモデルより「TZR250R」と車名の最後にRが付く。
それまでの並列2気筒を捨てV型2気筒エンジンに移行したモデル。
市販レーサーTZ250 との同時開発が売り文句であり、標準モデルも倒立フロントフォーク、湾曲スイングアームといった豪華装備であった。サーキットユースを主眼とし調整式サスペンション、乾式クラッチ、クロスミッションなどを装備したSPモデルも併売された。レーサーTZ250との同時開発は、一般にありがちな有名無実な物ではなく、パーツの多くはそれぞれ流用可能である。
「ヤマハハンドリング」と呼ばれる優れた旋回性を持つマシンの代表格。
ちなみに3XVではこの年式のみライトスイッチがある。
1992年に標準モデル（TZR250R）に乾式クラッチと前後調整式サスを装備したTZR250RSが登場、その後も標準モデルとの差別化をしつつも上位グレードであるSPよりも装備を抑えて1994年までラインナップに加えられていた。1991年モデルにあったライトスイッチが廃止されハザートスイッチへ変更されたのもこの年式である。
1993年モデルより、馬力自主規制強化に伴い最高出力が40 PSに。パワーダウンこそあったが様々な細部の見直しが行われた。この年式よりオイルポンプが従来の機械式から電子制御式に変更された。
1994年に標準モデルを廃止しRSとSPの2グレードのみのラインナップとした。
3XVとしては唯一のシルバー塗装フレーム。
レプリカブームの熱も冷めてゆくなか1995年に全モデルが最終進化形であるTZR250SPRに統合された。形式も「3XVC」。3重の排気デバイス（トリプルY.P.V.S.）により中低回転域から高回転域までエンジンが対応することができたための統合の処置であった。フレームも補強されたため3XVシリーズ中では最も重くなり、また最高出力も 40 PS であったためノーマルでは最も遅いと言われる。しかしながら潜在能力はヤマハ2ストローク車の集大成として非常に高く、各地のSPレースで大活躍し2000年の鈴鹿4時間耐久レースでは見事1位を獲得した。
TZR250SPR以降のTZRはモデルチェンジは行われず、環境問題で他の2ストロークエンジン搭載モデルと同じく1999年に販売が終了された。
- SP仕様はタンデムシートカバーが付きタンデムステップが装着されていないが、登録書類上では2人乗りと記載されている。
- SPRはそれまであったSPとRSの統合モデルなのでタンデムシートとタンデムステップが装着されている。

### TZR125

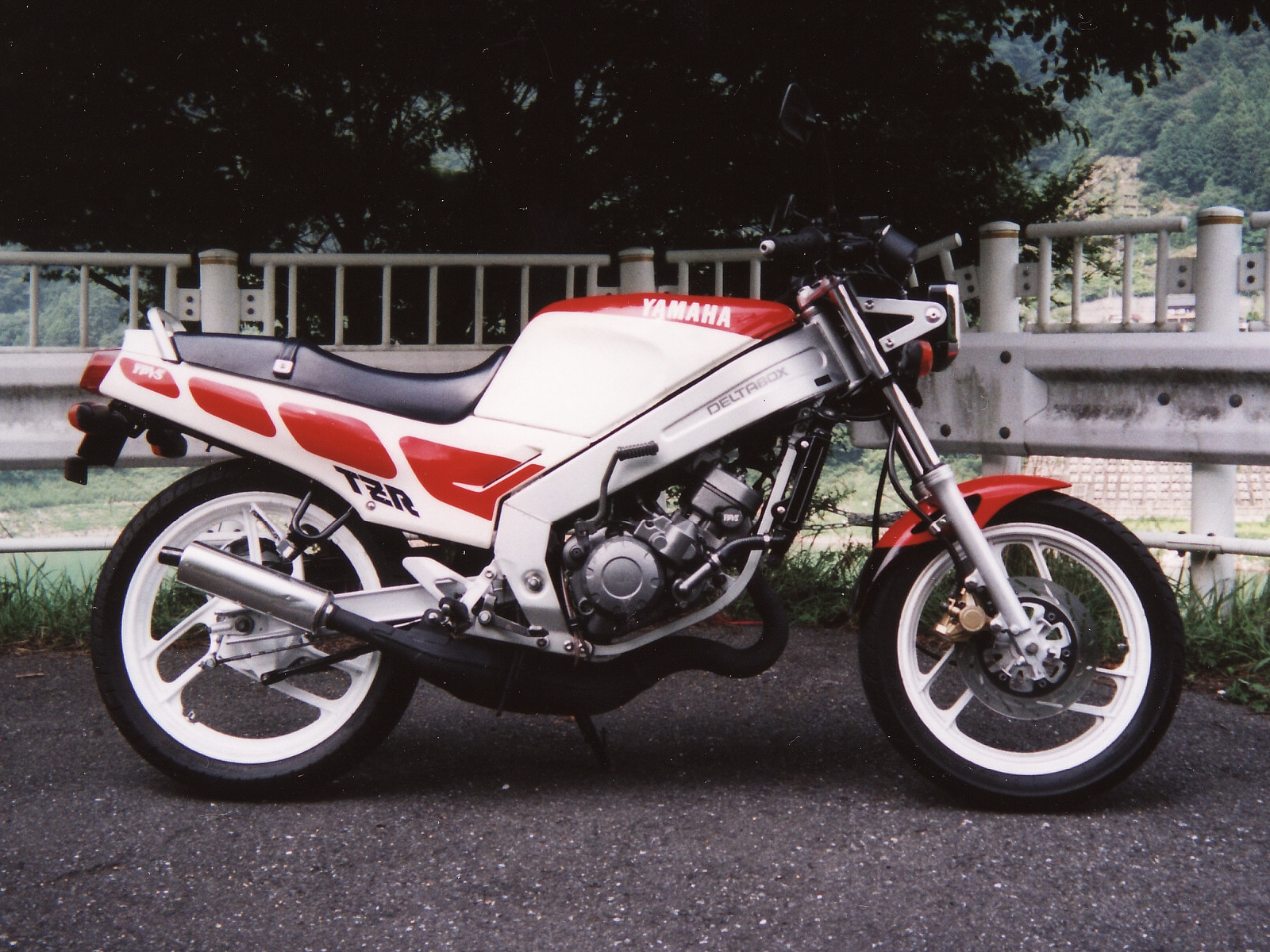
TZR125(2RM)

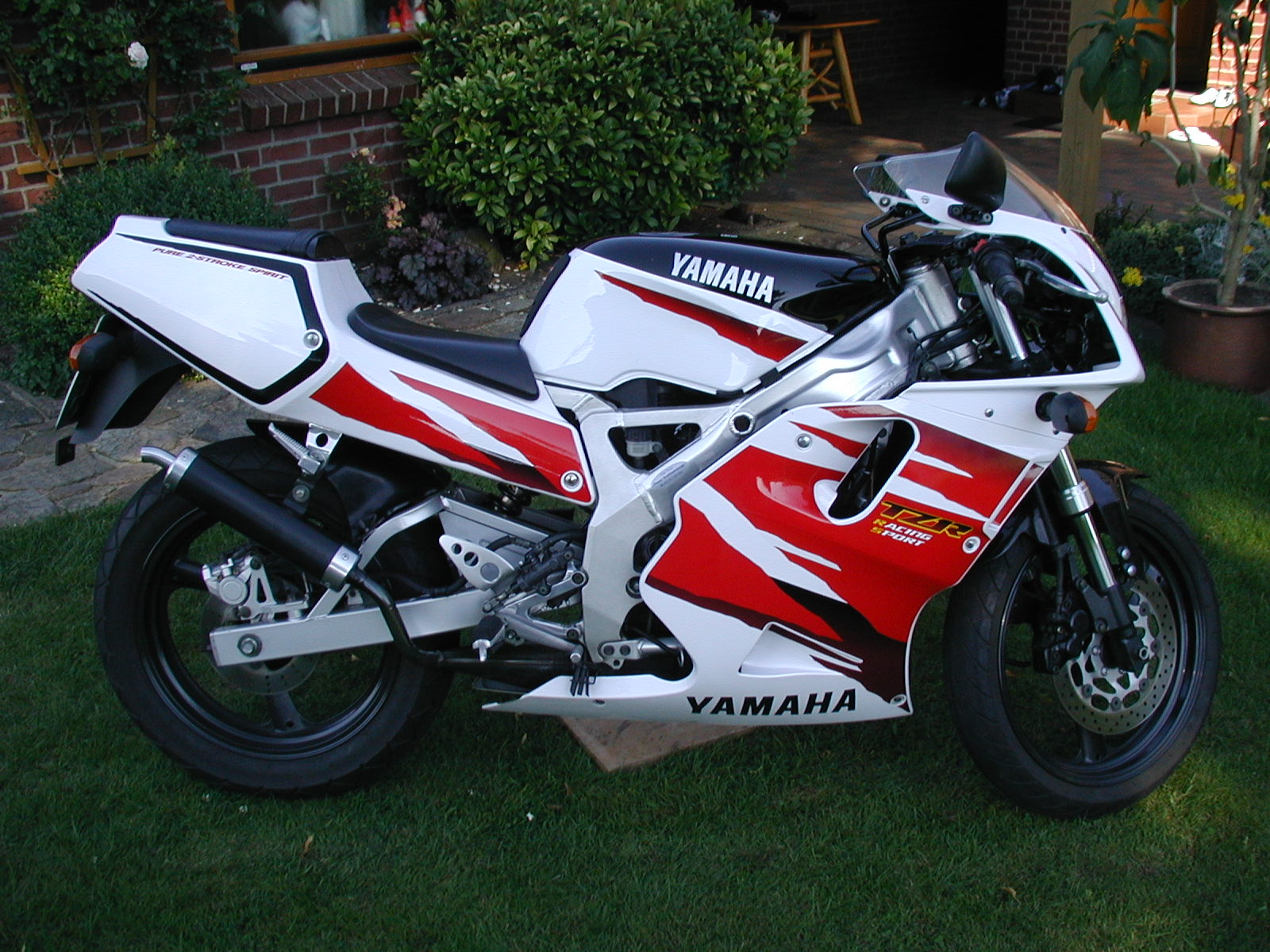
TZR125（4FL）・フランス仕様

TZR125（2RM）は1987年に発売された。RZ125をフルモデルチェンジしたノンカウル（今でいうネイキッド）車であり、カウルは限定車にのみ装備された。エンジンはクランクケースが同時期に製造されたDT（3FW・3ET）やSDRと共通である。また、装備面ではTZR250（1KT/2XT）と同じく、デルタボックスフレーム、YPVSを採用し、フロント16インチ、リヤ18インチとハンドリングマシンを強調するかのような本格的でレーシーな装備であった。
1990年には250と同じく中空3本スポークのホイールを採用し、同時にフロントディスクブレーキの強化、フロントホイール17インチへの変更、リヤのディスクブレーキ化、サスペンションセッティングの最適化、など、特に足まわりにおいてフルモデルチェンジに近い改良が施された。1999年までカタログに掲載されたTZRシリーズでは最も息の長いモデルとなった。
国内生産のTZR125が生産終了しても、イタリアのベルガルダヤマハでは3MAベースのフレームを採用したフルカウルのTZR125RやTZR125RSPおよびTZR125RR（4DL・イタリア製）を生産し続け、その後も国内YAMAHAが3XVベースのフレームを使用し生産したTZR125R（4FL. 4HW. 4HX. 4JB）を輸出していたが全て生産終了した。なおTZR125RとTZR125RRは30 PSでTZR125RSPは32 PSだが、TZR125R（4FL. 4HW. 4HX. 4JB）は現地の免許制度や年式により異なり15 PSから32 PSとなっている。
ベルガルダ・ヤマハが生産したものはレッドバロンが輸入販売していた経緯があり、現在でも部品の供給を行っているので入手にはそれほど困らない。ただし、「OSピストン」についてはメーカーの意向により出荷されなくなっている。TZR125R（4FL. 4HW. 4HX. 4JB）については、プレストコーポレーションの輸入が約20台と並行輸入が数台あるだけらしく生産終了から15年以上経過した現在、日本国内には数台となる超稀少車である。

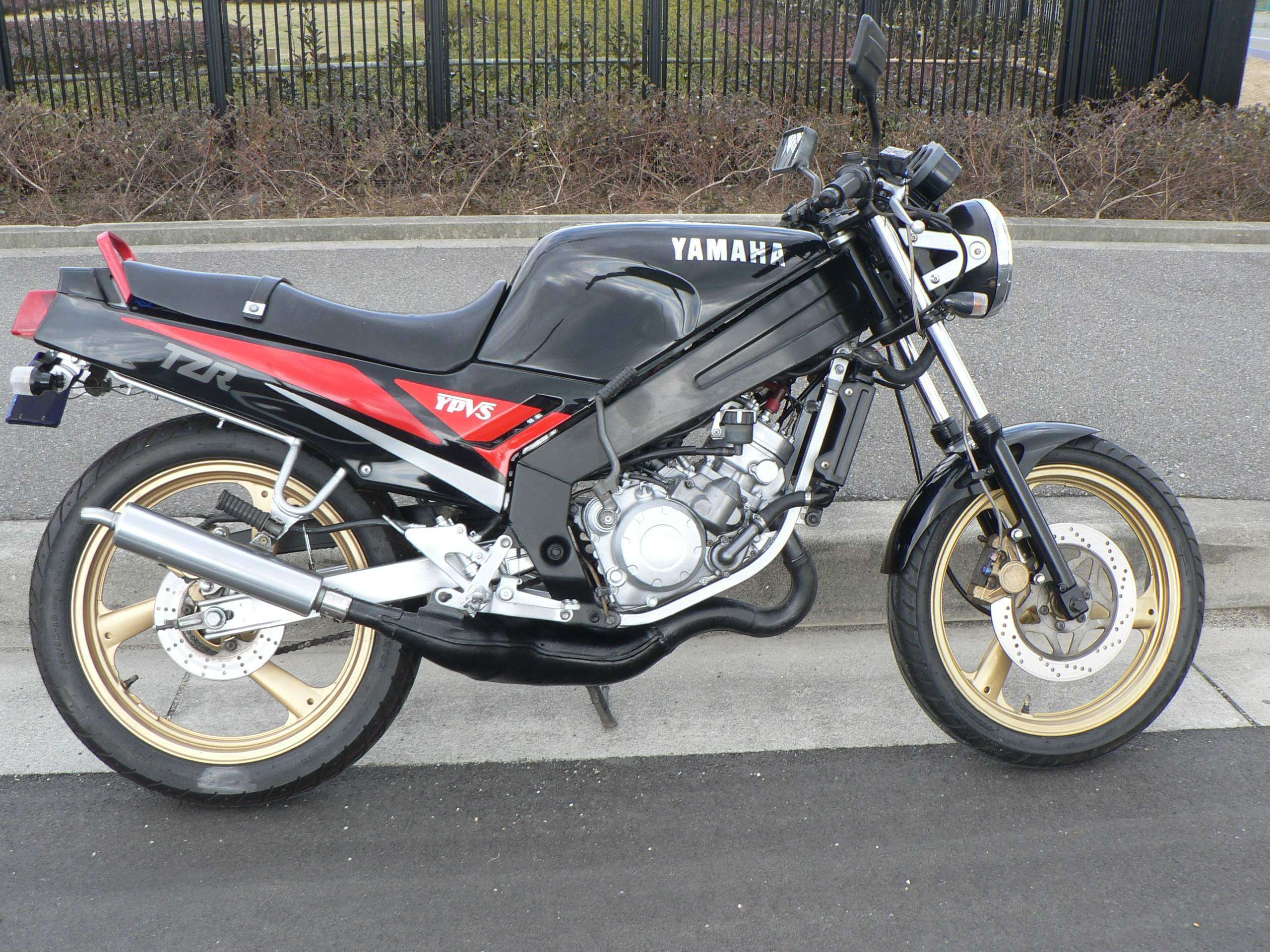
TZR125(3TY)

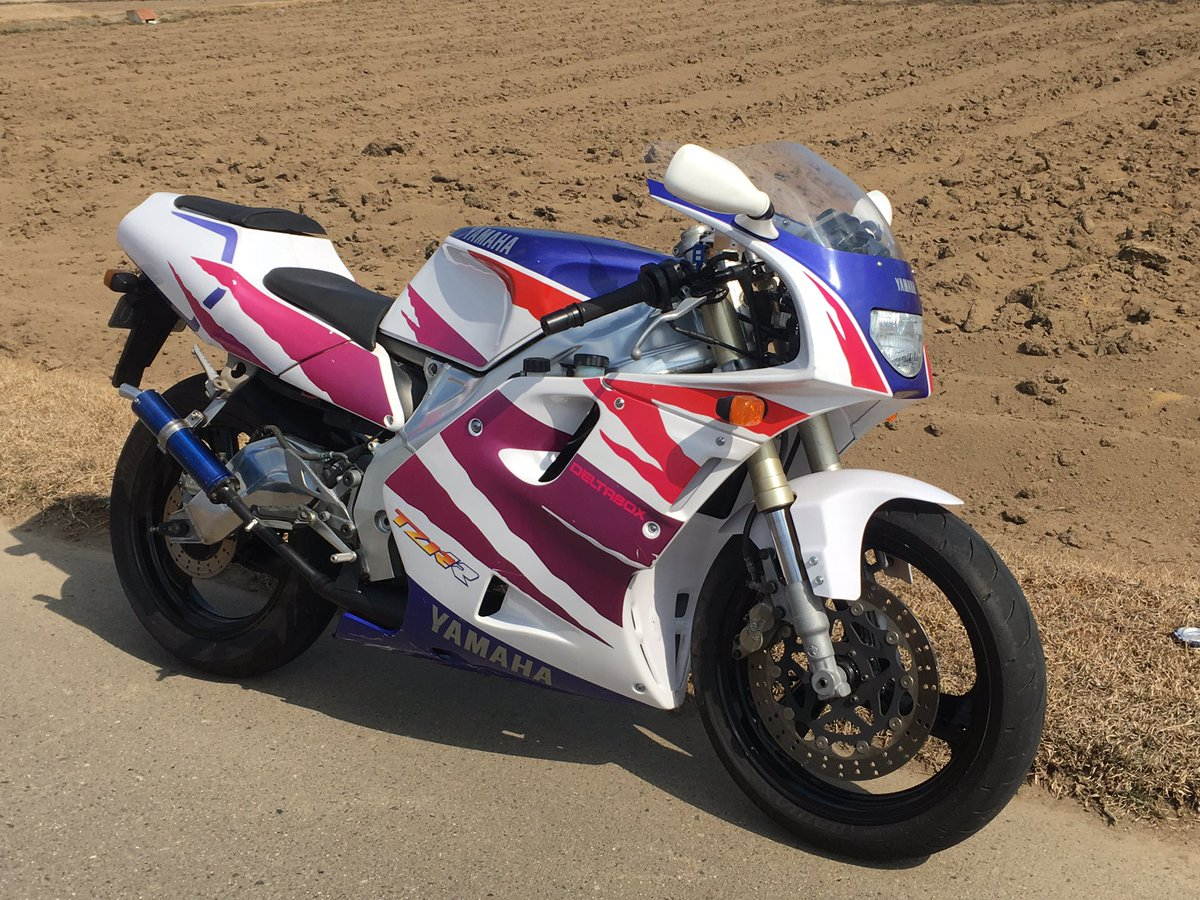
TZR125RR (4DL) ・ベルガルダ

### TZR50

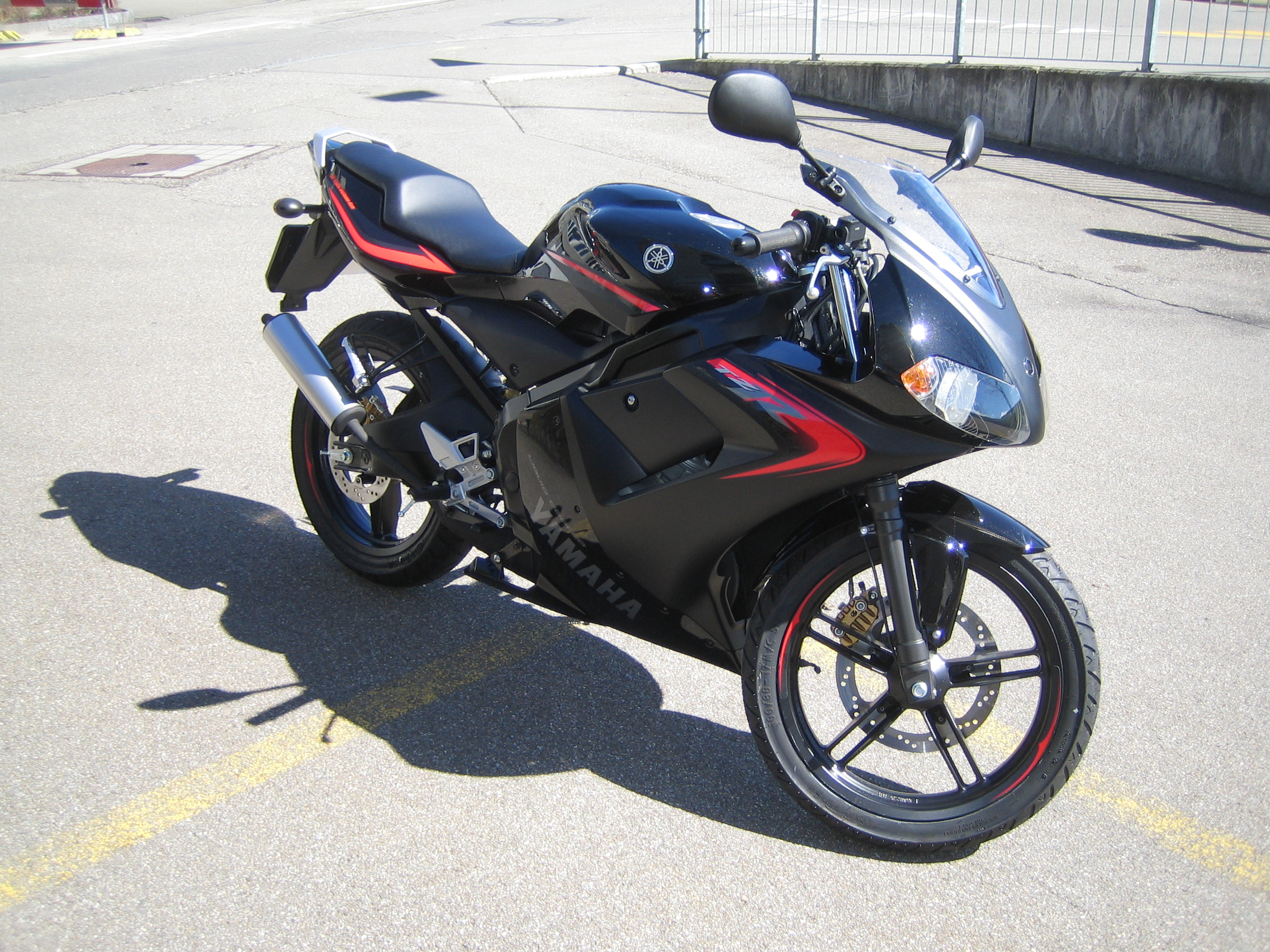
TZR（欧州生産車）

TZR50（3TU）は保安部品の有無以外ほぼ同一である市販レーサーのTZ50（3XM）と共に、1990年にRZ50（1HK）をフルモデルチェンジした50 cc初のフルサイズレーサーレプリカモデルとして登場。
1992 年にヘッドライトを常時点燈式に変更するのを機会としてマイナーチェンジ。エンジンの点火時期を変更し、中速域をパワーアップ。リアサスもシリンダーの設計変更で高性能化。ウィンカーはプッシュキャンセル式を装備。このマイナーチェンジ以降の3TUは、フレームが黒いのが外観の特徴。
1993年にはセルスターターを装備したYZ80ベースのクランクケースリードバルブエンジンを採用し、フレームにも補強を施したTZR50R（4EU）へとモデルチェンジした。
1994年には姉妹車で12インチホイールのTZM50R（4KJ）も追加され、同時にエンジンのシリンダー変更、キャブレターの大径化（⌀16 → ⌀18）など大幅な改良が加えられた。（TZR50Rもこれと同時にキャブが18 mmとなる。これ以前の最初期型の4EUは16 mmキャブ）
TZR50は車格と高性能でヒット車となったが、日本国内においては1998年に再びRZ50（5FC）へモデルチェンジするかたちで生産は終了した。
なお欧州では2010年まで50 ccのTZR50(EUR)が生産販売されていた。エンジンは2ストロークを使用しているが、現地のモペッド規制に合わせた出力（2 kW (2.7 PS)、保険もモペッド用）となっている。